# Wojowniczki z Krainy Marzeń
Wojowniczki z Krainy Marzeń także Magic Knight Rayearth (jap. 魔法騎士レイアース Majikku naito reiāsu) – shōjo-manga napisana oraz ilustrowana przez japońską kobiecą grupę mangaczek Clamp. Seria opowiada historię trzech nastolatek – Hikaru (Luz), Umi (Marine) i Fū (Anemon), które będąc na szkolnej wycieczce na Tokyo Tower, zostają przeniesione do magicznego świata o nazwie Cephiro, gdzie zostaje im powierzona misja uratowania tamtejszej księżniczki.
Manga była wydawana przez firmę Kōdansha w czasopiśmie Nakayoshi od listopada 1993 do lutego 1995 roku. W tym samym czasopiśmie w okresie od marca 1995 do kwietnia 1996 roku wydano również sequel mangi.
Na podstawie mangi powstała także seria anime wyemitowana pierwotnie w latach 1994–1995 na Yomiuri TV. W 1997 roku stworzono również trzyodcinkowe OVA pt. Rayearth.
W Polsce serial anime był emitowany od października 2001 roku na kanale RTL7 a od 2002 roku na TVN 7 w wersji z lektorem, którym był Mariusz Siudziński pod tytułem Wojowniczki z Krainy Marzeń. Mangę od 2019 roku wydaje wydawnictwo Waneko pod tytułem Magic Knight Rayearth. OVA wydana została na VHS przez Planet Manga, w wersji anglojęzycznej.

## Fabuła
Przez to dziwne zdarzenie trzy zupełnie obce sobie osoby musiały nabrać do siebie zaufania i stać się przyjaciółkami, by wspólnie móc uratować ten świat i jego kapłankę. To właśnie za sprawą modlitw księżniczki Emeraude, Cephiro jest piękną i bezpieczną krainą. Księżniczka została jednak porwana przez złego Zagato i dlatego właśnie zostały wezwane trzy dzielne dziewczyny z innego świata. Po obdarzeniu magiczną mocą musiały walczyć z wysłannikami Zagato, zbudzić ze snu trzy boskie golemy oraz uratować kapłankę, nim nastąpi zagłada świata. W ostatecznej walce na ich drodze stanęła jednak sama księżniczka. Cała sytuacja się skomplikuje, a dziewczyny będą żałowały swojej decyzji, gdy poznają prawdziwe motywy Zagato i uczucia Księżniczki, lecz na żal będzie już za późno.
Druga seria również zaczyna się od pobytu na tokijskiej wieży. Tym razem jednak dziewczyny razem chcą wrócić do świata magii Cephiro przez żal i pustkę spowodowaną zabójstwem Emeraude. Za sprawą swych próśb zostają tam przeniesione. Piękna niegdyś kraina budzi teraz lęk i przerażenie. Bez opieki kapłanki świat ten zamienił się w kraj pustki i zniszczenia, opanowany przez chaos i potwory. Tym razem krainie zagrażają trzy sąsiadujące z nią państwa, które ze względu na sytuacje w Cephiro postanowiły ją zagarnąć, każda strona chce jednak mieć cały kraj tylko dla siebie. Prawdziwym wrogiem jest jednak ktoś inny... Za sprawą wojowniczek świat ten zostaje ponownie uratowany, a rola kapłanki traci znaczenie. Ludzie nauczyli się współpracy, przez co sami zaczęli dbać o swój świat, a nie pokładali nadziei tylko w innych. Trzy wojowniczki w tym czasie wydoroślały i każda z nich znalazła swego mężczyznę, jednak los sprawił, że wróciły do swego świata po raz trzeci. Cephiro ponownie stało się dla nich krainą fantazji i marzeń.
Światy w anime:
Cephiro – jest cudownym światem, ziemia na której ludzie potrafią władać magią, żyją w pokoju z seijyus. Aby kraj ten pozostał w harmonii, potrzebne są modlitwy Filaru - jest nim księżniczka Emeraude. Niestety porwał ją najwyższy kapłan - Sol Zagato i uwięził. Tak więc księżniczka nie mogła strzec swojego kraju, przez to seijyus zamieniły się w potwory, strach ogarnął ludzi. Jak głosi legenda: "Kiedy Cephiro jest w potrzebie, Filar musi wezwać Magicznych Rycerzy, nawet jeśli miałby to przypłacić własnym życiem, wtedy oni uratują Cephiro od samozniszczenia."
Chizerta – to mała planeta, rządzona przez dwie księżniczki, Tartę i Tatrę. Ludzie żyją tam spokojnie i szczęśliwie. Królestwo ich nawiązuje do kultury arabskiej, wieloma względami np. orientalne stroje i muzyka, dżiny, architektura pałaców, egzotyczne jedzenie, tancerki oraz mnóstwo elementów w ciepłych barwach (żółty, złoty, czerwony i pomarańczowy). Księżniczka Tarta chce za wszelką cenę przejąć Cephiro, aby powiększyć obszary swojego królestwa. W wojsku Chizerty są tylko kobiety. Ulubionym zajęciem ludności jest taniec.
Autozam – jest światem maszyn, najlepiej rozwinięty pod względem technologii w całym wszechświecie. Ludzie mieszkają we względnej harmonii i pokoju w świecie, gdzie automatyzacja jest kluczowa rzeczą potrzebną do życia. Jednak, to po pewnym czasie odbiło się to negatywnie na ziemi. Autozam teraz jest zdegradowany i powoli umiera. Eagle sądził, że jedyna droga, aby ratować jego kochany kraj jest zdobycie kontroli nad Cephiro i użycie mocy kapłana do odwrócenia skażenia. W Autozamie najpopularniejszym sportem i najbardziej cenionym są walki mecha, coś w rodzaju walk gladiatorów.
Fahren – kraj rządzący przez rodzinę cesarską, która poznała sekret posługiwania się starożytną magią. Poznajemy tę krainę i jej reprezentantów w drugiej serii podczas najazdu na Cephiro zorganizowanego przez małą i rozkapryszoną księżniczkę Askę, która nie zdaję sobie sprawy z obowiązków i ciężaru Filaru. Aska zaprzyjaźnia się z Fuu, która wybija jej ten pomysł z głowy.

## Bohaterowie

### Główne postaci
- Luz, również Hikaru Shidō (jap. 獅堂 光 Shidō Hikaru) – podobnie jak Umi i Fū ma 14 lat, lecz z racji swojego niskiego wzrostu i nieco dziecinnego zachowania, wydaje się być młodsza. Ma włosy w kolorze ognistej czerwieni, które spina w warkocz i czerwone oczy. Za wszelką cenę chce żyć ze wszystkimi w zgodzie, choć jak na swój wiek jest pełna determinacji i skora do poświęceń. Jest także wierna przyjaciołom i wrażliwa na krzywdę, co ją dodatkowo motywuje w walce. Posiada moc ognia, a jej boska maszyna nazywa się Rayearth. Mieszka z rodzicami i trzema starszymi braćmi: Satoru, Masaru i Kakeru. Jej rodzice prowadzą szkołę kendo, gdzie Hikaru nauczyła się władać mieczem. Kocha zwierzęta i jako jedyna potrafi odszyfrować intencje Mokony. Darzy dużą sympatią Eagla.

Seiyū: Hekiru Shiina 
- Marine, również Umi Ryūzaki (jap. 龍咲 海 Ryūzaki Umi) - ma 14 lat, urodziła się 3 marca. Ma niebieskie, długie włosy i niebieskie oczy. Z pozoru jest samolubna i powierzchowna, jest także bardzo porywcza, choć w miarę czasu zmienia się z rozkapryszonej smarkuli w wierną przyjaciółkę. Trenuje szermierkę. Włada żywiołem wody, a jej boska maszyna nazywa się Ceres. Jest jedyną córką bogatych rodziców i ich oczkiem w głowie. Dwoma ważnymi postaciami w życiu uczuciowym Umi jest Clef i Ascot. W późniejszych odcinkach zaprzyjaźnia się z Tatrą i Tartą, księżniczkami Chizety, z którymi wygrała w walce na miecze.

Jej rodzice pojawiają się w Tsubasa Reservoir Chronicle na zasadzie crossoveru.
Seiyū: Konami Yoshida 
- Anemon, również Fū Hōōji (jap. 鳳凰寺 風 Hōōji Fū) - ma 14 lat, urodziła się 12 grudnia. Ma jasnobrązowe włosy, zielone oczy i nosi okulary. Jest najbardziej spokojna z grupy, służąc często za głos rozsądku. Potrafi na trzeźwo przeanalizować sytuację, wyciągnąć wnioski oraz znaleźć pokojowe wyjście z sytuacji. Stanowi podporę dla grupy, jest kimś, kto zawsze wysłucha drugą osobę. Specjalizuje się w łucznictwie. Jest bardzo inteligentna i logiczna, choć często mówi rzeczy oczywiste. Posługuje się mocą wiatru i uzdrawiania, a jej boska maszyna nazywa się Windom. Mieszka z rodzicami i starszą siostrą Kū. Miłością życia Fū jest Ferio, brat księżniczki Emeraude, który pomaga im niemalże od początku ich przygód. W późniejszych odcinkach wygrywa w łucznictwie z Lady Aską, co sprawia, że zostają przyjaciółkami.

Seiyū: Hiroko Kasahara 

### Inni bohaterowie
- Emeraude (jap. エメロード Emerōdo) – filar i księżniczka Cephiro. Jej bratem jest Ferio. Jako filar musi spędzić każdą chwilę swego istnienia na modlitwę, dzięki której w krainie żyje się szczęśliwie i dostatnio. Zagato zakochuje się w księżniczce i porywa ją.

Alternatywna wersja Emeraude pojawia się także w Tsubasa Reservoir Chronicle.
Seiyū: Megumi Ogata 
- Clef (jap. クレフ Kurefu) – naczelnik wszystkich magów w Cephiro, były sługa księżniczki Emeraude. Udzielał lekcji magii m.in. Zagato, Alcione i Lantysowi, aby pomagali mu strzec filaru. Przy pierwszym spotkaniu reaguje bardzo nieprzyjemnie na to, gdy Umi nazywa go dzieckiem; w rzeczywistości Clef ma 745 lat. W anime zostaje przez Zagato zamieniony w kamień wkrótce po spotkaniu z Hikaru, Umi i Fū, choć walczy z zaklęciem i kontaktuje się z nimi za pośrednictwem Mokony. W mandze odnoszą się do niego „Guru Clef”, nie zostaje również zamieniony w kamień. W drugim akcie przewodzi Cephiro do czasu odnalezienia nowego filaru.

Seiyū: Nozomu Sasaki 
- Mokona (jap. モコナ Mokona) – nieco złośliwa istota podobna do królika podróżująca z Hikaru, Umi i Fū. Posiada czerwony kryształ na czole i za jego pomocą jest w stanie zapewnić swoim towarzyszom podróży namiot, jedzenie i inne potrzebne materiały. Nie jest w stanie używać ludzkiej mowy. W mandze zostaje ujawnione, że Mokona jest stworzycielem Ziemi, Cephiro oraz innych planet.

Mokona z Cephiro nie jest tą samą postacią co Mokona Modoki z mangi i anime ×××HOLiC czy Tsubasa Reservoir Chronicle, jednakże Yūko sugeruje, że obie Mokona Modoki zostały stworzone na wzór Mokony z Cephiro. Mokona została nazwana imieniem jednej z członkiń grupy Clamp, Mokony.
Seiyū: Yuri Shiratori 
- Zagato (jap. ザガート Zagāto) – najwyższy kapłan Cephiro, odpowiedzialny za tworzenie mechów, który zakochał się w Emaraude i porwał ją, chociaż był świadomy konsekwencji swego czynu. Zagato ma swoich wysłanników, którzy mają za zadanie zabić Magicznych Rycerzy: Alcione, Ascota, Caldinę, Lafarga i Inovę. Wydaje się nieczuły, zimny i okrutny. Ginie zabity przez Magicznych Rycerzy.

Seiyū: Jūrōta Kosugi 
- Alcyone (jap. アルシオーネ Arushiōne) – mag lodu w przeszłości szkolona przez Clef na filar Cephiro, jednakże zakochała się w Zagato i zapragnęła mu służyć. W mandze zostaje zabita przez Zagato po swojej drugiej porażce. W anime po śmierci Zagato i Emeraude zostaje schwytana przez wiedźmę Debonair, która usuwa jej wspomnienia. Gdy udaje się je odzyskać wyjawia plany i kryjówkę Debonair, za co zostaje zabita.

Seiyū: Yuri Amano 
- Ferio (jap. フェリオ Ferio) – chłopak, którego główne bohaterki spotykają w Lesie Ciszy. Jest wojownikiem z mieczem większym niż on sam. Często kłamie, przez co nie jest godny zaufania. Żywi uczucia do Fū. Jest bratem księżniczki Emeraude.

Seiyū: Takumi Yamazaki 
- Caldina (jap. カルディナ Karudina) – utalentowana tancerka, iluzjonistka i hipnotyzerka pochodząca z Chizety. Mówi w dialekcie z Osaki i ubiera się w bardzo skąpe ubrania i jest bardzo łasa na pieniądze. Zagato zatrudnia ją jako asasyna, gdy jego podwładni zawodzą. W anime lubi Ascota, którego traktuje jak młodszego brata.

Seiyū: Yūko Nagashima 
- Ascot (jap. アスコット Asukotto) – młody chłopak, który ma władzę nad potworami, których uważa za swoich przyjaciół. Służy Zagato odkąd ten zaproponował mu dom, w którym może mieszkać razem z potworami.

Seiyū: Minami Takayama 
- Presea (jap. プレセア Puresea) – najlepsza zbrojmistrzyni w Cephiro. Uczennica Clefa. Pomaga wojowniczkom wykuwając im miecze z minerału. W serii anime zostaje zabita przez sługi Ascota; by zachować ciągłość fabularną z mangą na potrzeby anime stworzona zostaje jej siostra bliźniaczka Sierra, która przejmuje tożsamość siostry; Jedyni bohaterowie, którzy zauważają podmianę to Clef, Mokona i Alcyone.

Seiyū: Emi Shinohara 
- Lantis (jap. ランティス) - Wysoki, przystojny brunet. Ma krótkie czarne włosy, fioletowe oczy. Bardzo podobny do swojego brata Zagato. Towarzyszy mu wszędzie mała wróżka - Primera, najczęściej siedzi mu na ramieniu. Włada mocą błyskawicy. Gdy dowiaduje się o miłości Zagato i Emaraude wyjeżdża z kraju do Autozamu.

Seiyū: Jūrōta Kosugi 
- Eagle (jap. イーグル) – najwyższy rangą dowódca Autozamu, pilot FTO i syn prezydenta. Jego bezwarunkową reakcją na nudę jest natychmiastowe zaśnięcie - niezależnie od tego, czy leży, czy siedzi, czy stoi. Sen dopada go często na zebraniach, co wywołuje lekkie zamieszanie. Bardzo kocha swój kraj i jest mu całkowicie oddany, przez co staje się w pewnym sensie więźniem, ponieważ aby ochronić kraj musi podbić Cephiro - czego nie chce. Jego celem jest stanie się filarem Cephiro. Jest nieuleczalnie chory na gruźlicę.

Seiyū: Megumi Ogata 
- Nova (jap. ノヴァ) - Jest ciemną stroną Hikaru, narodziła się zaraz po zabiciu księżniczki Emeraude z wyrzutów sumienia i samo-nienawiści Hikaru. Jest bardzo do niej podobna. Nova kocha to co Hikaru nienawidzi i nienawidzi to co Hikaru kocha. Porwała Lantisa, za namową swojej "matki" Debonair.

Seiyū: Miki Itō 
- Lady Debonair (jap. デボネア) - Czarna Królowa, czyste zło. Jej pałac znajduje się po drugiej (ciemnej) stronie Cephiro. Powstała z negatywnych uczuć ludzi z Cephiro, takich jak m.in. strach. Podporządkowała sobie Novę, "zaadoptowała" ją, tylko po to, aby wykorzystać. Pragnęła zdobyć diadem kapłana.

Seiyū: Atsuko Takahata 
- Primera (jap. プリメーラ) – mała wróżka, którą Lantis uratował podczas upadku Cephiro, od tej pory zakochała się w nim i towarzyszy mu na każdym kroku. Jest bardzo zazdrosna w stosunku do Hikaru, dlatego też jest dla niej nie miła i opryskliwa.

Seiyū: Yuri Shiratori 
- Inōva (jap. イノーバ Inōba) – postać występująca jedynie w anime i grach. Wierny sługa Zagato, który to otrzymał Inōvę jako prezent od księżniczki Emeraude. Nie jest humanoidem, lecz przekształconym ze swej zwierzęcej formy żywiołakiem. Zagato rozkazuje mu zabić Magicznych Rycerzy; zadanie to stara się wypełnić każdym sobie znanym sposobem.

Seiyū: Ryōtarō Okiayu 

## Manga
Manga, napisana i zilustrowana przez grupę Clamp, była wydawana w magazynie Nakayoshi wydawnictwa Kōdansha, od listopadowego numeru magazynu w 1993 roku do lutowego numeru w 1995 roku. Całość została skompilowana w trzech tomach.
| Nr | Język japoński    | Język japoński         | Język polski  | Język polski           |
| Nr | Data wydania      | ISBN                   | Data wydania  | ISBN                   |
| -- | ----------------- | ---------------------- | ------------- | ---------------------- |
| 1  | 19 lipca 1994     | ISBN 978-4-06-319530-9 | 18 marca 2019 | ISBN 978-83-8096-396-2 |
| 2  | 14 listopada 1994 | ISBN 978-4-06-319549-1 | 20 maja 2019  | ISBN 978-83-8096-591-1 |
| 3  | 1 marca 1995      | ISBN 978-4-06-319566-8 | 18 lipca 2019 | ISBN 978-83-8096-592-8 |

Sequel mangi, zatytułowany Magic Knight Rayearth 2 (jap. 魔法騎士レイア－ス２) również był wydawany w magazynie Nakayoshi, od marcowego numeru magazynu w 1995 roku do kwietniowego numeru w 1996 roku. Całość została skompilowana w trzech tomach.
| Nr | Język japoński   | Język japoński         | Język polski      | Język polski           |
| Nr | Data wydania     | ISBN                   | Data wydania      | ISBN                   |
| -- | ---------------- | ---------------------- | ----------------- | ---------------------- |
| 1  | 19 lipca 1995    | ISBN 978-4-06-319610-8 | 18 września 2019  | ISBN 978-83-8096-593-5 |
| 2  | 12 grudnia 1995  | ISBN 978-4-06-319663-4 | 18 listopada 2019 | ISBN 978-83-8096-591-1 |
| 3  | 20 kwietnia 1996 | ISBN 978-4-06-319698-6 | 17 stycznia 2020  | ISBN 978-83-8096-592-8 |

## Anime

### Spis odcinków
| N/o | Tytuł | Premiera             |
| --- | --- | -------------------- |
| 1   | Magiczni rycerze, nadszedł Wasz czas Densetsu no Majikku Naito Shidō (伝説のマジックナイト始動)                 | 17 października 1994 |
| 2   | Zbrojmistrzyni Presea Chimmoku no Mori no Sōshi Puresea (沈黙の森の創師 プレセア)                               | 24 października 1994 |
| 3   | Las Ciszy Nazo no Bishōnen Kenshi Ferio (謎の美少年剣士 フェリオ)                                               | 31 października 1994 |
| 4   | Mściwa czarodziejka Alcyone Shūnen no Masōshi Arushiōne (執念の魔操士 アルシオーネ)                             | 7 listopada 1994     |
| 5   | Legendarny minerał Eskudo Densetsu no Kōbutsu Esukūdo (伝説の鉱物 エスクード)                                   | 14 listopada 1994    |
| 6   | Poświęcenie Presei Inochi o Kaketa Puresea no Buki (命をかけたプレセアの武器)                                   | 21 listopada 1994    |
| 7   | Miłość kwitnie na pustyni Sutemi no Ferio Sabaku no Koi (捨て身のフェリオ砂漠の恋)                              | 28 listopada 1994    |
| 8   | Dwa oblicza potwora Shōkanshi Asukotto no Kyōfu no Wana (召喚士アスコットの恐怖の罠)                            | 5 grudnia 1994       |
| 9   | Boska maszyna o imieniu Seres Majikku Naito Saidai no Kiki (マジックナイト最大の危機!)                          | 12 grudnia 1994      |
| 10  | Przerażający koszmar Yomigaeru Densetsu no Mashin Seresu (よみがえる伝説の魔神セレス)                           | 9 stycznia 1995      |
| 11  | Legenda o Boskich Maszynach Isekai Sefīro no Mashin Densetsu (異世界セフィーロの魔神伝説)                       | 16 stycznia 1995     |
| 12  | Strach przed Caldiną Osorubeki Genwakushi Karudina (恐るべき幻惑士 カルディナ)                                  | 23 stycznia 1995     |
| 13  | Najważniejsza rzecz na świecie Kono Sekai de Ichiban Taisetsuna Mono (この世界でいちばん大切なもの)             | 30 stycznia 1995     |
| 14  | Obietnica Luz, Marine i Anemon Hikaru, Umi, Fū no Yuzurenai Negai (光、海、風のゆずれない願い)                  | 6 lutego 1995        |
| 15  | Spotkanie z Windomem Dai Ni no Mashin—Kūjin Windamu (第二の魔神·空神 ウィンダム)                                | 13 lutego 1995       |
| 16  | Wojownik zwany Rafaga Kyōteki! Kentōshi Rafāga (強敵! 剣闘士ラファーガ)                                         | 20 lutego 1995       |
| 17  | Prawdziwa twarz Inovy Inōba no Shōtai to Yomigaeru Kioku (イノーバの正体とよみがえる記憶)                       | 27 lutego 1995       |
| 18  | Ostatnia Boska Maszyna Rayearth Saigo no Mashin—Enjin Reiāsu (最後の魔神·炎神 レイアース)                       | 6 marca 1995         |
| 19  | Magiczni Rycerze kontra Zagato Taiketsu! Majikku Naito bāsasu Zagāto (対決! 魔法騎士 vs ザガート)               | 13 marca 1995        |
| 20  | Cudowna prawda Densetsu no Majikku Naito! Kyōi no Shinjitsu (伝説の魔法騎士! 驚異の真実)                        | 13 marca 1995        |
| 21  | Nowe wyzwanie Tabidachi to Aratana Kizuna (出発(たびだち)と新たな絆)                                            | 10 kwietnia 1995     |
| 22  | Spotkanie z Iglem Sefīro to Mittsu no Kuni (セフィーロと三つの国)                                               | 17 kwietnia 1995     |
| 23  | Inwazja na Sefiro i powrót Lantisa Ōtozamu no Shinkō to Rantisu (オートザムの侵攻とランティス)                  | 24 kwietnia 1995     |
| 24  | Magiczni rycerze i statek Nsx Majikku Naito to Senkan NSX (魔法騎士と戦艦NSX)                                   | 1 maja 1995          |
| 25  | Spotkanie z Novą Hikaru to Yume no Naka no Nova (光と夢の中のノヴァ)                                            | 8 maja 1995          |
| 26  | Magiczni Rycerze i Aska z Fahren Majikku Naito to Fāren no Asuka (魔法騎士とファーレンのアスカ)                 | 22 maja 1995         |
| 27  | Tajemnica Kapłanki Sefiro Sefīro no Hashira no Himitsu (セフィーロの柱の秘密)                                   | 5 czerwca 1995       |
| 28  | Niebezpieczna podróż Hikaru to Rantisu no Kiken na Tabi (光とランティスの危険な旅)                              | 12 czerwca 1995      |
| 29  | Uwięzienie Luz Īguru to Torawareta Hikaru (イーグルと捕われた光)                                                | 19 czerwca 1995      |
| 30  | Złowroga regalia i Nova Nova to Akuma no Mashin Regaria (ノヴァと悪魔の魔神レガリア)                            | 26 czerwca 1995      |
| 31  | Ruchoma twierdza Chizerty Chizēta no Idō Yōsai to Tatakaenai Hikaru (チゼータの移動要塞と戦えない光)            | 3 lipca 1995         |
| 32  | Najeźdźcy z Fahrenu i Chizerty Umi—Fū to Fāren—Chizēta (海·風とファーレン·チゼータ)                             | 10 lipca 1995        |
| 33  | Życzenie Luz i sekret Presei Hikaru no Negai to Puresea no Himitsu (光の願いとプレセアの秘密)                   | 17 lipca 1995        |
| 34  | Intrygi Novy, a siła przyjaźni Hikaru to Hikisakareta Yūjō (光と引き裂かれた友情)                               | 24 lipca 1995        |
| 35  | Plan Tatry Umi to Tāta—Tatora no Yabō (海とタータ·タトラの野望)                                                 | 31 lipca 1995        |
| 36  | Anemon kontra Aska Fū tai Asuka! Inochigake no Yumi Shōbu (風対アスカ! 命がけの弓勝負)                          | 7 sierpnia 1995      |
| 37  | Miecz Luz powraca Yomigaere! Hikaru no Ken (甦れ! 光の剣)                                                       | 14 sierpnia 1995     |
| 38  | Eagle atakuje Cephiro Īguru—Sefīrojō Sōkōgeki (イーグル·セフィーロ城総攻撃!)                                    | 21 sierpnia 1995     |
| 39  | Chaotyczna bitwa w zamku Sefīrojō Daikonran (セフィーロ城 大混戦!)                                              | 28 sierpnia 1995     |
| 40  | Krótka chwila wytchnienia Majikku Naito to Hitotoki no Yasuragi (魔法騎士とひとときの安らぎ)                    | 4 września 1995      |
| 41  | Starcie z Novą Nova to no Tatakai to Mamono no Shōtai (ノヴァとの戦いと魔物の正体)                              | 11 września 1995     |
| 42  | Olbrzym Sang Yung kontra Nsx Kyodai Sanyun vs NSX! (巨大サンユン vs NSX!)                                       | 18 września 1995     |
| 43  | Diadem i wspomnienia księżniczki Ōkan no Heya to Hashira no Kioku (王冠の部屋と柱の記憶)                        | 16 października 1995 |
| 44  | Poważny pojedynek Marine kontra Tatra i Tarta Shinken Shōbu! Umi vs Tāta—Tatora (真剣勝負! 海 vs タータ·タトラ) | 23 października 1995 |
| 45  | Ostatnia walka Lantisa Zettaizetsumei! Rantisu no Kiki (絶体絶命! ランティスの危機)                             | 30 października 1995 |
| 46  | Zszokowana Luz: prawda o Novej Hikaru—Shōgeki! Nova no Shinjitsu (光·衝撃! ノヴァの真実)                        | 6 listopada 1995     |
| 47  | Kto zostanie kapłanem Cephiro? Shin no Hashira wa!? Hikaru ka, Īguru ka!? (真の柱は!? 光か、イーグルか!?)       | 13 listopada 1995    |
| 48  | Walka trwa Hateshinai Tatakai! (果てしない戦い!)                                                                | 20 listopada 1995    |
| 49  | Droga do zwycięstwa Shōri e no Michi! Shinjiru Kokoro ga Hiraku Ashita! (勝利への道! 信じる心が開く明日!)       | 27 listopada 1995    |

### OVA
Powstała także trzy-odcinkowa seria OVA, zatytułowana Rayearth (jap. レイアース), wydana 25 lipca 1997. Seria została wyprodukowana przez TMS Entertainment, reżyserią zajął się Toshiki Hirano, a scenariusz serii przygotował Manabu Nakamura. Fabuła tej serii różni się od oryginalnej opowieści – pomimo iż przedstawia tych samych bohaterów, to związki między nimi, miejsca i wydarzenia są całkowicie inne, przedstawiając alternatywną wersję historii. Seria ta została ponownie wydana 2 grudnia 1998 roku także jako jeden, 108-minutowy odcinek, nazwany „wersją reżyserską”, i zatytułowana Rayearth tokubetsu-hen: Kibō no tsubasa (jap. レイアース　特別編～希望の翼～ Reiāsu tokubetsu-hen ~ kibō no tsubasa ~).

### Ścieżka dźwiękowa
| Odcinki        | Tytuł                                                                                  | Wykonawca       | Źródło   |
| Czołówka       | Czołówka                                                                               | Czołówka        | Czołówka |
| -------------- | -------------------------------------------------------------------------------------- | --------------- | -------- |
| 1 – 20         | „Yuzurenai negai” (jap. ゆずれない願い)                                                | Naomi Tamura    | .        |
| 21 – 42        | „Kirai ni narenai” (jap. キライになれない)                                             | Ayumi Nakamura  | .        |
| 43 – 49        | „Hikari to kage wo dakishimeta mama” (jap. 光と影を抱きしめたまま)                     | Naomi Tamura    | .        |
| Napisy końcowe |                                                                                        |                 |          |
| 1 – 19         | „Asu e no yūki” (jap. 明日への勇気)                                                    | Keiko Yoshinari | [ 9 ]    |
| 20             | „Asu e no yūki (Acoustic version)” (jap. 明日への勇気<アコースティック・ヴァージョン>) | Keiko Yoshinari | [ 9 ]    |
| 21 – 42        | „Lullaby ~Yasashiku dakasete~” (jap. ら･ら･ば･い 優しく抱かせて)                       | Minako Honda    | [ 9 ]    |
| 43 – 49        | „Itsuka kagayaku” (jap. いつか輝く)                                                    | Keiko Yoshinari | [ 9 ]    |
| OVA            | „All You Need Is Love”                                                                 | Naomi Tamura    | [ 20 ]   |

Utwór „Yuzurenai negai” został wydany jako singiel 9 listopada 1994. Utwór „Asu e no yūki” został wydany jako singiel 1 grudnia 1994. Utwór „Kirai ni narenai” został wydany jako singiel 10 maja 1995. Utwóry „Hikari to kage wo dakishimeta mama” oraz „Itsuka kagayaku” zostały wydane jako single 25 października 1995. Utwór „All You Need Is Love” został wydany jako singiel 24 lipca 1997.